# هاناماكي (إيواته)
مدينة هاناماكي (بالإنجليزية: Hanamaki)‏ هي أحد المدن التابعة لمحافظة إيواته. تأسست رسميًا في 01/01/2006. ويقدر عدد سكانها بـ 103718 نسمة حسب تقدير مكتب الإحصاء الياباني لعام 2012. تبلغ مساحة هاناماكي 908.32 كم2. بكثافة سكانية تبلغ 114 نسمة/كم2.

## المناخ
يظهر الجدول التالي التغييرات المناخية على مدار السنة لهاناماكي:
| البيانات المناخية لـهاناماكي           | البيانات المناخية لـهاناماكي | البيانات المناخية لـهاناماكي | البيانات المناخية لـهاناماكي | البيانات المناخية لـهاناماكي | البيانات المناخية لـهاناماكي | البيانات المناخية لـهاناماكي | البيانات المناخية لـهاناماكي | البيانات المناخية لـهاناماكي | البيانات المناخية لـهاناماكي | البيانات المناخية لـهاناماكي | البيانات المناخية لـهاناماكي | البيانات المناخية لـهاناماكي | البيانات المناخية لـهاناماكي |
| الشهر                                  | يناير                        | فبراير                       | مارس                         | أبريل                        | مايو                         | يونيو                        | يوليو                        | أغسطس                        | سبتمبر                       | أكتوبر                       | نوفمبر                       | ديسمبر                       | المعدل السنوي                |
| -------------------------------------- | ---------------------------- | ---------------------------- | ---------------------------- | ---------------------------- | ---------------------------- | ---------------------------- | ---------------------------- | ---------------------------- | ---------------------------- | ---------------------------- | ---------------------------- | ---------------------------- | ---------------------------- |
| الدرجة القصوى °م (°ف)                  | 9.1 (48.4)                   | 13.6 (56.5)                  | 21.5 (70.7)                  | 27.3 (81.1)                  | 31.6 (88.9)                  | 33.6 (92.5)                  | 35.7 (96.3)                  | 36.2 (97.2)                  | 34.2 (93.6)                  | 26.9 (80.4)                  | 21.9 (71.4)                  | 17.3 (63.1)                  | 36.2 (97.2)                  |
| متوسط درجة الحرارة الكبرى °م (°ف)      | 2.5 (36.5)                   | 3.7 (38.7)                   | 7.7 (45.9)                   | 14.6 (58.3)                  | 20.6 (69.1)                  | 25.3 (77.5)                  | 26.6 (79.9)                  | 29.0 (84.2)                  | 24.8 (76.6)                  | 18.7 (65.7)                  | 12.1 (53.8)                  | 5.3 (41.5)                   | 15.9 (60.6)                  |
| المتوسط اليومي °م (°ف)                 | −1.6 (29.1)                  | −0.9 (30.4)                  | 2.6 (36.7)                   | 8.5 (47.3)                   | 14.6 (58.3)                  | 19.7 (67.5)                  | 22.0 (71.6)                  | 23.8 (74.8)                  | 19.5 (67.1)                  | 12.9 (55.2)                  | 6.9 (44.4)                   | 1.3 (34.3)                   | 10.8 (51.4)                  |
| متوسط درجة الحرارة الصغرى °م (°ف)      | −6.1 (21.0)                  | −5.5 (22.1)                  | −2.2 (28.0)                  | 2.8 (37.0)                   | 9.2 (48.6)                   | 14.8 (58.6)                  | 18.4 (65.1)                  | 19.9 (67.8)                  | 15.3 (59.5)                  | 7.9 (46.2)                   | 2.2 (36.0)                   | −2.6 (27.3)                  | 6.2 (43.2)                   |
| أدنى درجة حرارة °م (°ف)                | −16.4 (2.5)                  | −18.2 (−0.8)                 | −11.8 (10.8)                 | −4.9 (23.2)                  | −0.6 (30.9)                  | 6.3 (43.3)                   | 10.9 (51.6)                  | 12.1 (53.8)                  | 4.9 (40.8)                   | −0.6 (30.9)                  | −10.2 (13.6)                 | −13.3 (8.1)                  | −18.2 (−0.8)                 |
| الهطول مم (إنش)                        | 61.9 (2.44)                  | 47.3 (1.86)                  | 73.3 (2.89)                  | 93.7 (3.69)                  | 101.8 (4.01)                 | 119.7 (4.71)                 | 223.6 (8.80)                 | 153.9 (6.06)                 | 156.6 (6.17)                 | 106.2 (4.18)                 | 92.6 (3.65)                  | 100.7 (3.96)                 | 1٬331٫3 (52.41)              |
| المصدر: وكالة الأرصاد الجوية اليابانية |                              |                              |                              |                              |                              |                              |                              |                              |                              |                              |                              |                              |                              |

## توأمة
لهاناماكي (إيواته) اتفاقيات توأمة مع:
- هت سبرينغز

## أعلام
- شيجيو يايجاشي
- كينجي ميازاوا
- كازوهيرو هاتاكياما
- كازواكي ساساكي
- ساتوشي تاإيرا